# Kalidiatou Niakaté
Kalidiatou Niakate (Aubervilliers,15 maart 1995) is een Franse handbalspeler die uitkomt voor CSM București en lid is van de Franse nationale ploeg.

## Carrière

### Club
Niakaté speelde aanvankelijk handbal bij Aubervilliers en daarna in Châtenay-Malabry. Vanaf 2011 speelde de linkeropbouwster voor Issy Paris Hand.. Met Issy Paris Hand won ze in 2013 de Franse League Cup en werd ze 2e in de Franse competitie in de seizoenen 2013/14 en 2014/15. In het seizoen 2012/13 bereikte Issy Paris Hand de finale van de Europacup II. In dat toernooi werd ze alleen ingezet in de twee kwartfinalewedstrijden tegen het Hongaarse team Váci NKSE. In het daaropvolgende seizoen bereikte de club de finale van de EHF Challenge Cup, waar Niakaté alleen werd ingezet in de uitwedstrijd tegen Istanbul Maltepe Belediyesi GSK .
In de zomer van 2017 maakte Niakaté de overstap naar de Franse eersteklasser Nantes Atlantique Handball.
In 2019 stond ze een tijdje aan de kant toen ze in februari 2019 een patellapeesoperatie onderging, waarna ze een pauze moest nemen tot het einde van het seizoen 2018/19. Vanaf het seizoen 2019/20 stond de rechtshandige Niakaté onder contract bij Brest Bretagne Handball. Met Brest won ze in seizoen 2020/21 zowel het Franse kampioenschap als de Franse beker. Voor het seizoen 2022/2023 verhuisde ze naar de Roemeense eersteklasserclub CSM Boekarest.

### Nationaal team
Niakaté maakte haar debuut voor het Franse nationale team in oktober 2014. Haar eerste succes in de nationale trui vierde ze op het WK 2017 in Duitsland, waar Frankrijk wereldkampioen werd. Tijdens dat toernooi scoorde ze 12 goals. Het jaar daarop werd ze Europees kampioen. In 2020 werd ze opnieuw geselecteerd voor het EK. Dat resulteerd in een zilveren medaille. Ze scoorde een totaal van 15 goals tijdens dat toernooi. Bij de Olympische Spelen van Tokio, waar ze in totaal acht doelpunten maakte, mocht ze een gouden medaille op haar palmares bijschrijven. Later dat jaar kwam daar ook nog een zilveren medaille op de Wereldkampioenschappen bij.